# 约兹加特省
约兹加特省（土耳其語：Yozgat ili）是位于土耳其中部的一个省，其首府约兹加特。